# Serbia en las guerras yugoslavas
Serbia participó en las guerras yugoslavas de 1991 a 2001 (durante la Disolución de Yugoslavia): la guerra en Eslovenia, la guerra en Croacia, la guerra en Bosnia y la guerra en Kosovo. Durante este período, de 1991 a 1997, Slobodan Milošević fue presidente de la RS de Serbia, que formaba parte de la República Federal de Yugoslavia; el Tribunal Penal Internacional para la ex Yugoslavia (TPIY) estableció que Milošević tenía el control de las fuerzas serbias en Bosnia y Herzegovina y Croacia durante las guerras que se libraron allí de 1991 a 1995. Milošević intentó por implantar la Gran Serbia en el territorio de Yugoslavia.
Acusada de apoyar a los rebeldes serbios en Croacia y Bosnia, la República Federal de Yugoslavia (RFY) fue suspendida de la mayoría de las organizaciones e instituciones internacionales, y se impusieron sanciones económicas y políticas, lo que resultó en un desastre económico y una emigración masiva del país. Varios procedimientos judiciales en el TPIY han investigado los diferentes niveles de responsabilidad del Ejército Popular Yugoslavo y el liderazgo de la República Federativa de Yugoslavia y Serbia por los crímenes de guerra cometidos por serbios étnicos que vivían en otras repúblicas de la ex Yugoslavia, mientras que al Gobierno de Serbia se le exigió la detención de numerosos fugitivos serbios para el Tribunal, lo cual cumplió en gran medida.

## Resumen
Como entidad existente Serbia, a diferencia de los otros participantes del conflicto, fue el núcleo central de los sucesivos gobiernos desde la Yugoslavia democrática federal de 1943 hasta la Yugoslavia federativa socialista de 1992 y su población era la mayoritaria a nivel nacional, como consecuencia de sus políticas de asimilación serbia contra las poblaciones croatas, bosnias, eslovenas, albanesas, musulmanas, macedonias, montenegrinas, incluido ramificaciones como las serbobosnias, serbocroatas, bosníacas y bosniocroatas llevó desde la discriminación institucional, la destrucción de la cultural inmaterial hasta la limpieza étnica que; paralelamente con el incremento de los nacionalismos; propicie la disolución de Yugoslavia.
Durante el desarrollo de las guerras, la República Socialista de Serbia manejó al Ejército Popular Yugoslavo y según el Tribunal Penal Internacional para la ex Yugoslavia (TPIY) es la responsable de crímenes de lesa humanidad en las guerras de Croacia y Bosnia desde 1991 hasta 1995. Igualmente Serbia apoyó a los rebeldes serbios en los territorios de las antiguas repúblicas yugoslavas que habían declarado su independencia, ante esto el mundo occidental ordenó suspender a Yugoslavia de las organizaciones e instituciones internacionales, y se impusieron sanciones económicas y políticas.
Con la creación de la nueva República Federal de Yugoslavia en 1992, Serbia intentó mantener el poco poder que le quedaba pero que al final con la guerra de Kosovo, las disputas internas con Montenegro, su apoyo no deseado a Macedonia del Norte en la insurrección de los separatistas albanokosovares de 2001, la creación de la Unión Estatal de Serbia y Montenegro y posterior independencia de cada uno por separado, se diera por finalizado la intervención serbia en asuntos internos de países ex-yugoslavos de la península balcánica.

## Antecedentes

Una serie de mapas animados en los cuales se muestra la disolución de la segunda Yugoslavia; los diferentes colores representan las áreas de control.
----
República Federal Socialista de Yugoslavia
República Federal de Yugoslavia; Serbia y Montenegro; Serbia
República Srpska
República Serbia de Krajina
República Croata de Herzeg-Bosnia
Croacia
Eslovenia
Bosnia y Herzegovina
Línea fronteriza entre la Federación de Bosnia y Herzegovina y la Republika Srpska
Montenegro
Macedonia

Milošević utilizó un control rígido de los medios de comunicación para organizar una campaña de propaganda en la que los serbios eran las víctimas y la necesidad de reajustar a Yugoslavia para corregir el supuesto sesgo contra Serbia. Luego, esto fue seguido por la "revolución antiburocrática" de Milošević en la que los gobiernos de Vojvodina, Kosovo y Montenegro fueron derrocados, lo que le dio a Milošević la posición dominante de 4 votos sobre 8 en la Presidencia Colectiva de Yugoslavia.
La Constitución de Yugoslavia (Constitución del año 1974), en sus Principios básicos, al principio, declaró "Los pueblos de Yugoslavia, comenzando por el derecho de cada nación a la autodeterminación, incluido el derecho a la secesión, ...". La opinión de los líderes serbios de la época era que las fronteras internas de Yugoslavia eran provisionales. La base de esta declaración se derivó de la Constitución de Yugoslavia. El presidente Slobodan Milošević , también líder del Partido Socialista de Serbia, había declarado en repetidas ocasiones que todos los serbios deberían disfrutar del derecho a ser incluidos en Serbia. Mihajlo Marković, Vicepresidente de la Comisión Principal del Partido Socialista de Serbia., rechazó cualquier solución que convirtiera a los serbios fuera de Serbia en una minoría. Propuso establecer una federación compuesta por Serbia, Montenegro, Bosnia y Herzegovina y serbios que residen en la región autónoma serbia de Krajina, Eslavonia, Baranja y Srem.
Eslovenia y Croacia declararon su independencia el 25 de junio de 1991. Ambos fueron reconocidos internacionalmente el 15 de enero de 1992. Bosnia y Herzegovina declaró su independencia el 5 de marzo de 1992. Fue reconocido internacionalmente el 22 de mayo de 1992 por las Naciones Unidas. Con el colapso de la República Federativa Socialista de Yugoslavia, Serbia y Montenegro proclamó la República Federal de Yugoslavia como el único estado sucesor de SFR Yugoslavia el 27 de abril de 1992. La nueva denominación permaneció sin ser reconocida internacionalmente durante el conflicto.

### Medios serbios bajo Milošević
Se sabía que los medios serbios durante la era de Milošević defendían el nacionalismo serbio mientras promovían la xenofobia hacia las otras etnias en Yugoslavia. Los albaneses étnicos se caracterizaron comúnmente en los medios de comunicación como contrarrevolucionarios antiyugoslavos, violadores y una amenaza para la nación serbia. Cuando estalló la guerra en Croacia, Politika promovió el nacionalismo serbio, la hostilidad hacia Croacia y la violencia.
El 5 de junio de 1991, Politika ekspres publicó una pieza titulada "Los serbios deben obtener armas". El 25 de junio de 1991 y el 3 de julio de 1991, Politika comenzó a promover abiertamente la partición de Croacia, y citó prominentemente a Jovan Marjanović del Movimiento de Renovación Serbio, quien dijo que "El Ejército [Yugoslavo] debe venir a Croacia y ocupar la línea Benkovac - Karlovac - Pakrac - Baranya". El 25 de junio de 1991, Politika recordó a los serbios sobre las atrocidades perpetradas por los fascistas croatad Ustaches contra los serbios durante la Segunda Guerra Mundial; "Jasenovac (un campo de concentración Ustacha de la Segunda Guerra Mundial) no debe ser olvidado ".
Los medios estatales serbios durante las guerras presentaron reportajes controvertidos que maltrataron a las otras facciones étnicas. En uno de esos programas, una mujer serbia-croata denunció la antigua "política comunista" en Croacia, alegando que en virtud de ella "[la] mayoría de los serbios serían asimilados en diez años", mientras que otro entrevistado declaró "Donde la sangre serbia fue arrojado por cuchillos Ustacha, habrá nuestros límites ". Varios informes de la televisión estatal serbia presentaron a Jovan Rašković, quién afirmó que el pueblo croata tenía una "naturaleza genocida".
El director de Radio Televisión de Serbia durante la era de Milošević, Dušan Mitević, más tarde admitió, en un documental de PBS, que "las cosas que sucedieron en la televisión estatal, belicista, cosas que podemos admitir ahora: información falsa, informes sesgados. Eso fue directamente de Milošević al jefe de TV ".

## Conflictos armados

Ruinas en Vukovar en 1991 después de la invasión del JNA (controlado por los serbios).

Durante las guerras yugoslavas de la década de 1990, el concepto de una Gran Serbia fue ampliamente visto fuera de Serbia como la fuerza motivadora para las campañas militares emprendidas para formar y sostener estados serbios en los territorios de las separadas repúblicas yugoslavas de Croacia (la República Serbia de Krajina) y Bosnia y Herzegovina (la República Srpska).

### El papel de Serbia en la guerra eslovena
Inmediatamente después del referéndum de independencia esloveno, el Ejército Popular Yugoslavo (JNA) anunció una nueva doctrina de defensa que se aplicaría en todo el país. La doctrina socialista de "Defensa Popular General", en la cual cada república mantenía una Fuerza de Defensa Territorial (TO), debía ser reemplazada por un sistema de defensa centralizamente dirigido. Las repúblicas perderían su papel en asuntos de defensa, y sus TO serían desarmados y subordinados al cuartel general de la JNA en Belgrado. El gobierno esloveno se resistió a estos movimientos y se aseguró con éxito de que la mayoría del equipo de defensa territorial esloveno quedara fuera del alcance de la JNA.
El general Veljko Kadijević fue el comandante de facto del Ejército Popular Yugoslavo durante la Guerra de Independencia Eslovena. El cuerpo de oficiales estaba dominado por serbios y montenegrinos. Sin embargo, las tropas de base eran reclutas, muchos de los cuales no tenían una fuerte motivación para luchar contra los eslovenos. De los soldados del 5.º Distrito Militar, que estaba en acción en Eslovenia, alrededor del 30% eran albaneses. El gobierno de Milošević no estaba particularmente preocupado por la independencia de Eslovenia, ya que no había una minoría serbia significativa en el país. El 30 de junio, el ministro de Defensa, general Kadijević, sugirió a la presidencia federal yugoslava un ataque masivo contra Eslovenia para derribar la resistencia inesperadamente fuerte. Pero el representante serbio, Borisav Jović, sorprendió al poder militar al declarar que Serbia no apoyaba más acciones militares contra Eslovenia.

### El papel de Serbia en la guerra croata
Milošević cree que ahora tiene la oportunidad histórica de, de una vez por todas, arreglar cuentas con los croatas y hacer lo que los políticos serbios no hicieron después de la Primera Guerra Mundial: reunir a todos los serbios en un solo estado serbio. Periódico de Belgrado Borba, agosto de 1991.

Mapa del plan ofensivo estratégico del Ejército Popular Yugoslavo (JNA) en Croacia, 1991. El JNA no pudo avanzar tan lejos como estaba previsto debido a problemas de resistencia y movilización croatas.

En abril de 1991, los serbios de la República de Croacia se movieron para separarse de ese territorio, que se separó de Yugoslavia.
En mayo de 1991, Stipe Mesić, un croata, estaba programado para ser el presidente de la Presidencia rotatoria de la República Federal Socialista de Yugoslavia, pero Serbia bloqueó su nombramiento, por lo que esta maniobra técnicamente dejó a Yugoslavia sin un líder.
En varios veredictos, el Tribunal Penal Internacional para la ex Yugoslavia (TPIY) concluyó que los presidentes de Krajina, Milan Babić y Milan Martić, estaban cooperando con el presidente de Serbia, Milošević, que envió municiones, asistencia financiera y el JNA y los paramilitares serbios durante 1991 y 1992 para hacerse cargo de grandes trozos de Croacia. Después de que las Naciones Unidas impusieron sanciones contra Serbia, el JNA se retiró formalmente de Croacia en mayo de 1992. Sin embargo, en el veredicto de 2011 sobre Momčilo Perišić, el TPIY estableció que Belgrado, a través del 30.º y 40.º Centro de Personal, todavía abastecía a los ejércitos de Krajina y de la República Srpska hasta 1995, a pesar de las sanciones internacionales. En la sentencia, los jueces dictaminaron que los miembros del ejército yugoslavo prestaron servicios bajo las banderas de los militares de Krajina serbia (SVK) y VRS, pero recibieron pensiones, salarios, beneficios y promociones directamente de Belgrado. Aunque Perišić no tenía un control efectivo sobre el VRS, tenía el control del SVK, pero no los sancionó por los ataques con cohetes contra Zagreb.

### El papel de Serbia en la guerra de Bosnia
Durante la guerra de Bosnia, fue parte del plan estratégico de la dirección serbia, que tenía como objetivo vincular las áreas pobladas por serbios en Bosnia y Herzegovina, con el fin de obtener el control sobre estas áreas y crear un estado serbio separado, del cual la mayoría no serbia serían eliminados permanentemente. La dirección serbia era consciente de que su plan estratégico solo podía implementarse mediante el uso de la fuerza y el miedo, como la comisión de crímenes de guerra.
El ejército serbio de Bosnia estaba "bajo el control general" de Belgrado y el ejército yugoslavo, lo que significaba que habían financiado, equipado y ayudado a coordinar y planificar las operaciones militares. El Ejército de la República Srpska surgió de las fuerzas del ejército yugoslavo en Bosnia y Herzegovina. A pesar de las sanciones, Belgrado seguía siendo la principal fuente de soldados, municiones, repuestos y asistencia financiera para la República Srpska hasta 1995.

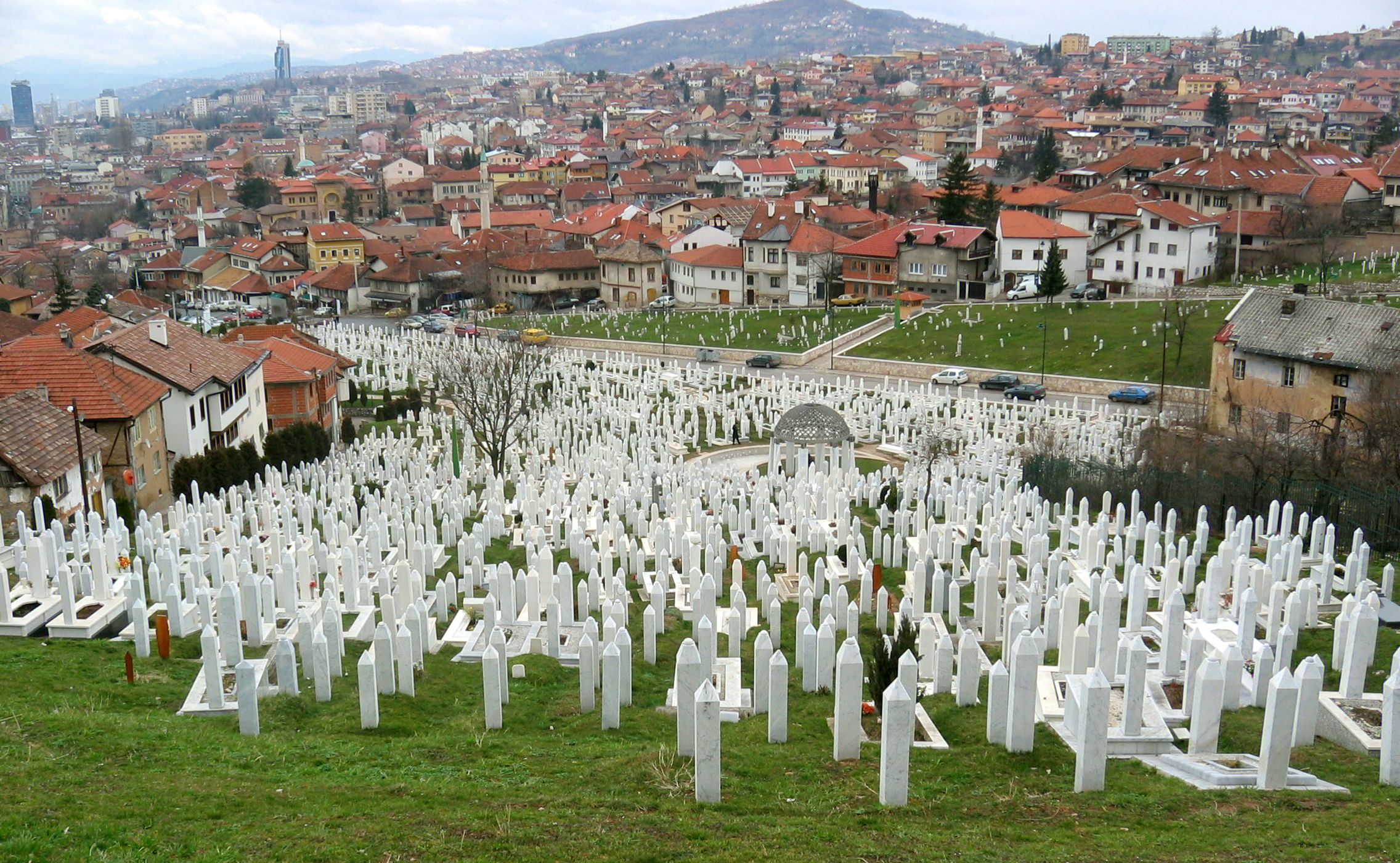
El Cementerio Conmemorativo de los Mártires en Stari Grad para las víctimas del asedio de Sarajevo.

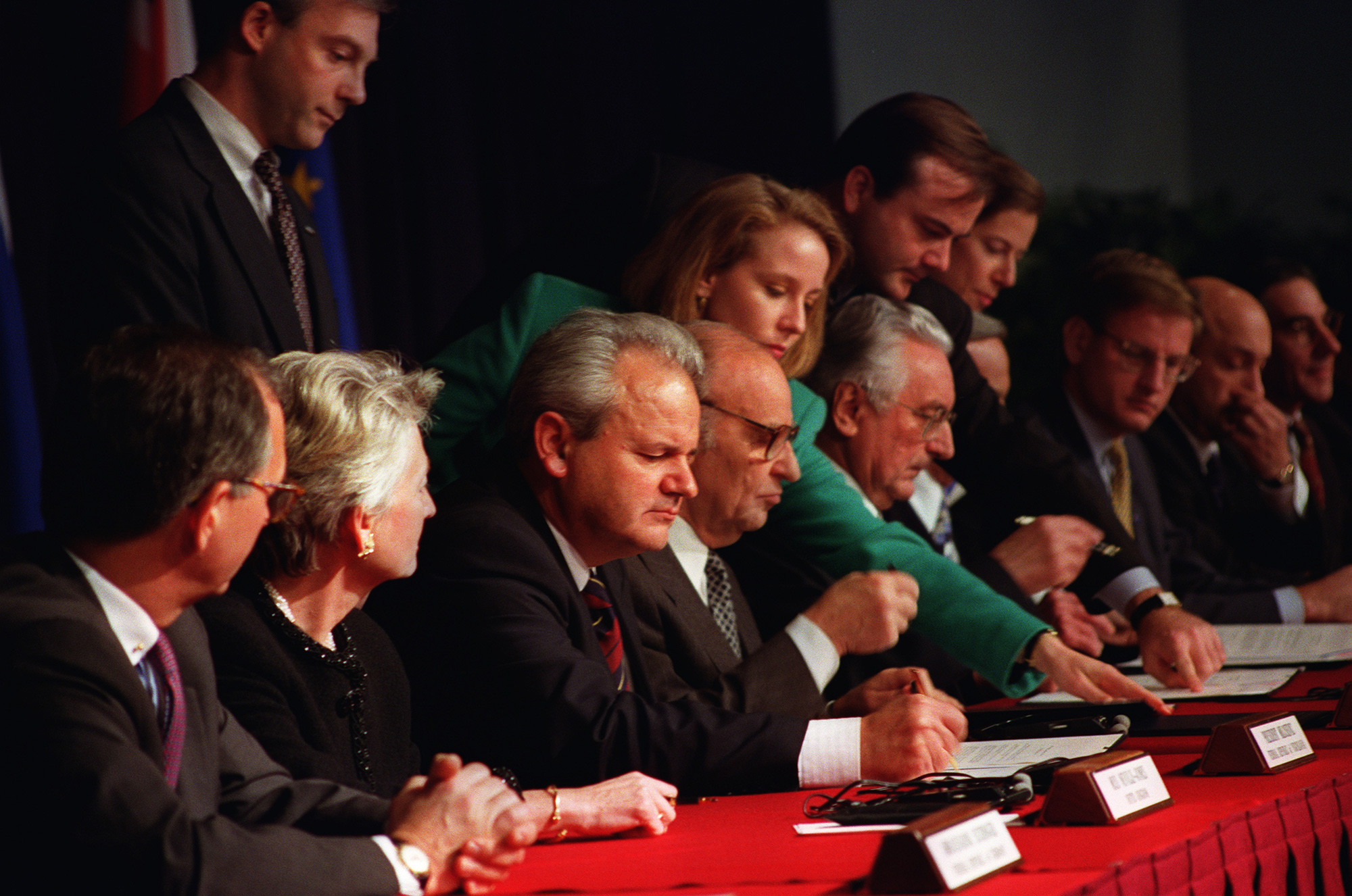
Slobodan Milošević, Alija Izetbegović y Franjo Tuđman firmaron los Acuerdos de Dayton en París el 14 de diciembre de 1995.

Milošević se dio cuenta de que Bosnia y Herzegovina estaba a punto de ser reconocida por la comunidad internacional, y dado que las tropas del ejército yugoslavo todavía estaban ubicadas allí en ese momento, su presencia en territorio bosnio podría haber llevado a Serbia y Montenegro acusado de agresión. Para evitar esto, Milošević decidió trasladar a todos los soldados JNA que se originaron en Serbia y Montenegro a Serbia y Montenegro, y trasladar a todos los soldados JNA que se originaron en Bosnia y Herzegovina a Bosnia y Herzegovina. Por lo tanto, cada serbio bosnio fue transferido del ejército yugoslavo a lo que se convirtió en el recién creado ejército serbio bosnio. A través de esto, el ejército serbio de Bosnia recibió un equipo militar extenso y fondos completos de la República Federativa de Yugoslavia, porque la facción serbia de Bosnia no podía cubrir los costos por sí solo.
El ejército serbio de Bosnia fue dirigido por Ratko Mladić, una figura extremadamente controvertida, que sirvió en el ejército yugoslavo durante la Guerra de Independencia de Croacia 1991-1992, y ha sido condenado por cometer crímenes de guerra en Bosnia.
El 24 de marzo de 2016, el TPIY emitió su fallo en el caso separado contra el exlíder serbio bosnio Radovan Karadžić, en el que concluyó que no se habían presentado pruebas suficientes en ese caso para determinar que Slobodan Milošević "estuvo de acuerdo con el plan común" para crear territorios étnicamente limpios de no serbios durante la Guerra de Bosnia de 1992 a 1995. La sentencia señaló "las repetidas críticas y desaprobación de Milošević a las políticas y decisiones tomadas por Karadžić y la dirección serbia de Bosnia" y, en una nota al pie, la "aparente discordia entre Karadžić y Milošević" durante la cual Milošević "criticó abiertamente a los líderes serbios de Bosnia por cometer 'crímenes contra la humanidad' y 'limpieza étnica' y la guerra para sus propios fines". Sin embargo, el tribunal también señaló que "Milošević brindó asistencia en forma de personal, provisiones y armas a los serbios de Bosnia durante el conflicto".
El fundador del Partido Radical Serbio y líder paramilitar Vojislav Seselj afirmó públicamente que Milošević le pidió personalmente que enviara paramilitares de Serbia a Bosnia y Herzegovina. Después de 1993, los informes de los medios de comunicación sobre atrocidades a gran escala por parte de las fuerzas armadas serbias de Bosnia, como el largo asedio de Sarajevo, dieron lugar a una mayor presión y sanciones por parte de los gobiernos occidentales contra Serbia y Montenegro para convencer a Milošević de que retirara su apoyo al Serbios de Bosnia Después de 1993, Milošević abandonó su alianza con el Partido Radical Serbio y declaró que su gobierno abogaba por un acuerdo pacífico para la guerra. El nuevo gobierno de coalición abandonó su apoyo a Radovan Karadžić. El gobierno serbio de Bosnia y presionó a los serbios de Bosnia para negociar un tratado de paz. Durante el Acuerdo de Dayton, Milošević se enfrentó con Karadžić, quien se opuso al Acuerdo de Dayton, que Milošević apoyó ya que les dio a los serbios de Bosnia autonomía y autogobierno sobre la mayoría de los territorios que habían reclamado. En 1995, Milošević, presidente de Serbia, representó a los serbios de Bosnia durante la firma del Acuerdo de Paz de Dayton.

### Serbia en la guerra de Kosovo
En 1998, ante una crisis política, Milošević nuevamente formó un gobierno de unidad nacional con el Partido Radical Serbio. Después de 1998, el conflicto en Kosovo se intensificó. El ejército yugoslavo y la policía serbia estaban en la primavera de 1999. "de manera organizada, con un uso significativo de los recursos estatales" llevaron a cabo una amplia campaña de violencia contra los civiles albaneses para expulsarlos de Kosovo y así mantener el control político de Belgrado sobre el provincia.
Para junio de 1999, el ejército yugoslavo, la policía serbia y los paramilitares expulsaron a 862.979 albaneses de Kosovo, y varios cientos de miles más fueron desplazados internos, además de los desplazados antes de marzo. El juez presidente Iain Bonomy concluyó que "las acciones deliberadas de estas fuerzas durante la campaña provocaron la salida de al menos 700,000 albaneses étnicos de Kosovo en el corto período de finales de marzo a principios de junio de 1999".
Los objetos religiosos también fueron dañados o destruidos. De las 498 mezquitas en Kosovo que estaban en uso activo, el Tribunal Penal Internacional para la ex Yugoslavia (TPIY) documentó que 225 mezquitas sufrieron daños o destrucción por parte del ejército serbio yugoslavo. En total, dieciocho meses de la campaña de contrainsurgencia serbia yugoslava entre 1998-1999 en Kosovo resultaron en 225 o un tercio de un total de 600 mezquitas dañadas, destrozadas o destruidas. Durante la guerra, el patrimonio arquitectónico islámico posó para las fuerzas militares y paramilitares serbias yugoslavas como patrimonio albanés con la destrucción del patrimonio arquitectónico no serbio como un componente metódico y planificado de la limpieza étnica en Kosovo

## Crímenes de guerra
Los militares serbios y las fuerzas paramilitares serbias cometieron numerosos crímenes de guerra durante las guerras yugoslavas. Los crímenes incluyeron masacres, limpieza étnica , Violaciones de guerra, crímenes contra la humanidad y genocidio. La Corte Internacional de Justicia eximió la responsabilidad de la República de Serbia de involucrarse directamente en el genocidio,  pero descubrió que no había logrado evitar los asesinatos en masa, las violaciones y la limpieza étnica.
Los crímenes de guerra generalmente se llevaban a cabo por motivos étnicos y religiosos y estaban principalmente dirigidos contra civiles (albaneses, croatas, bosnios). Varios organismos de las Naciones Unidas han juzgado que el objetivo de estos crímenes de guerra en varias guerras era crear un estado serbio étnicamente puro, o "Gran Serbia", que abarque tanto Serbia como las zonas pobladas por serbios en la ex Yugoslavia.
Después de las guerras en la década de 1990, muchos altos líderes militares y políticos fueron condenados por crímenes de guerra; Radovan Karadžić fue juzgado y declarado culpable de crímenes de guerra en marzo de 2016, y condenado a 40 años de prisión. Otros, incluidos Ratko Mladić y Goran Hadžić, no fueron detenidos por las autoridades serbias hasta 2011.

Todas las partes involucradas en el conflicto han cometido "infracciones graves" de los Convenios de Ginebra y otras violaciones del derecho internacional humanitario. Estas violaciones incluyen el asesinato de civiles, la violación, la tortura y la destrucción deliberada de bienes civiles, incluidos bienes culturales y religiosos, como iglesias y mezquitas. Pero, hay diferencias cualitativas significativas. La mayoría de las violaciones fueron cometidas por serbios contra musulmanes bosnios.
Informe final de la Comisión de Expertos de las Naciones Unidas.

Hadžić murió mientras esperaba el juicio en julio de 2016. Mladić recibió cadena perpetua. Según la definición del Tribunal Penal Internacional para la ex Yugoslavia, las fuerzas serbias incluyeron el Ejército Popular Yugoslavo (JNA), la Defensa Territorial Serbia de Bosnia y Herzegovina y Croacia, el Ejército de Krajina Serbia , el Ejército de la República Srpska , territorial defensa de Serbia y Montenegro, Policía de Serbia y Policía de la República Srpska , incluida la seguridad nacional, fuerzas especiales de policía de Krajina conocidas como Martićevci (después de Milan Martić), así como todas las fuerzas paramilitares serbias y unidades de voluntarios.

### Guerra croata

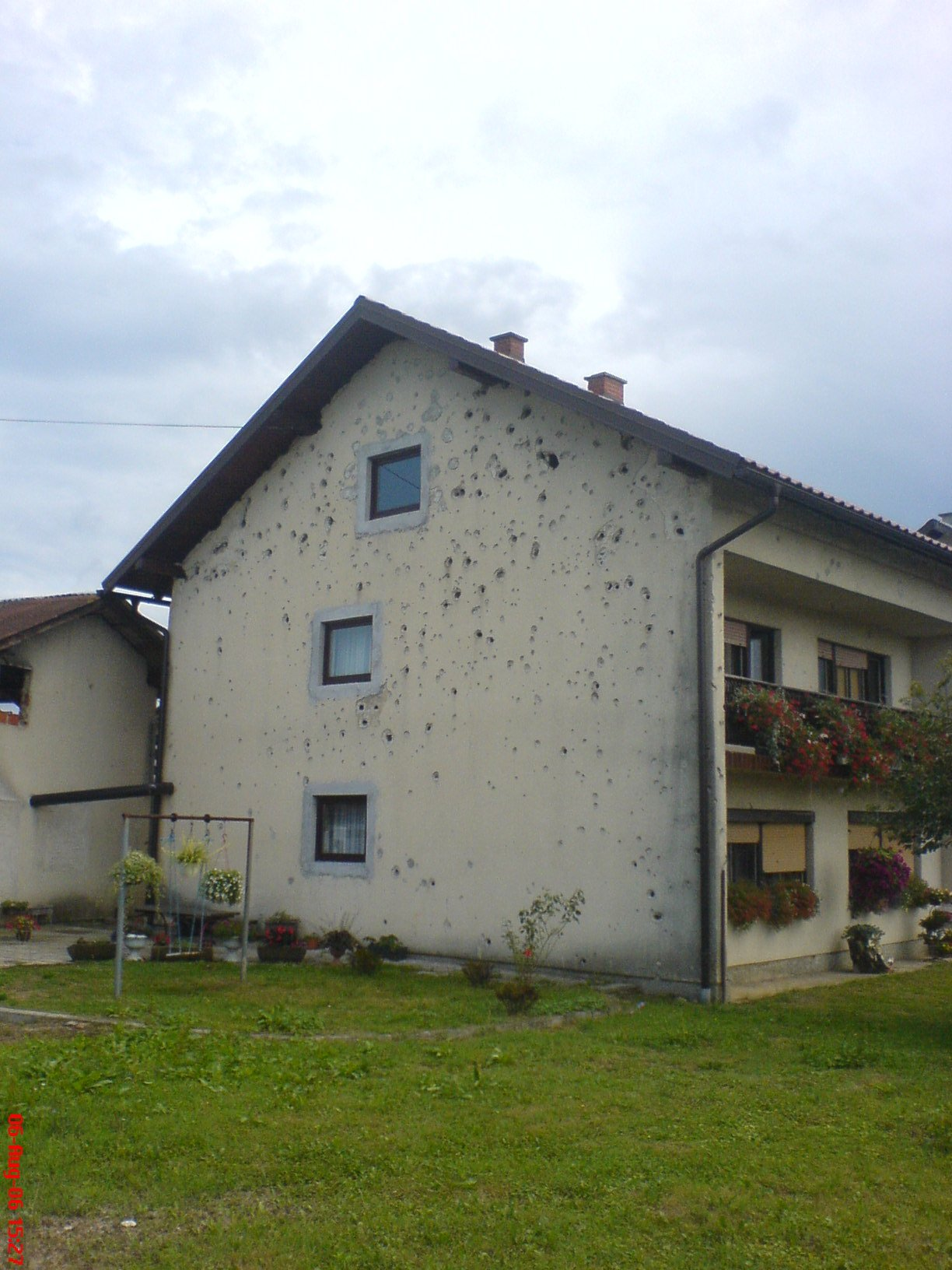
Bombardeo de Karlovac, una ciudad situada directamente en el frente durante la guerra.

El Tribunal afirmó que alrededor de 170,000 croatas fueron expulsados de los territorios que las fuerzas serbias intentaron controlar. Las fuerzas rebeldes de los serbios de Croacia junto con las fuerzas militares y paramilitares serbias cometieron numerosos crímenes de guerra y masacres en la República de Croacia :
- Masacre de Baćin
- Masacre de Bruška
- Masacre de Dalj
- Masacre de Erdut
- Masacre de Lovas
- Masacre de Saborsko
- Masacre de Široka Kula
- Masacre de Škabrnja
- Masacre de Voćin
- Masacre de Vukovar

También hubo campos de prisioneros, donde varios cientos de prisioneros de guerra croatas y civiles fueron mantenidos por las autoridades serbias.
- Campamento Begejci (Logor Begejci) en Begejci cerca de Zrenjanin, Serbia.
- Campamento de Sremska Mitrovica en Sremska Mitrovica, Serbia.
- Campamento Stajićevo ( Logor Stajićevo ) en Stajićevo cerca de Zrenjanin.

Según la Asociación croata de prisioneros en campos de concentración serbios , un total de 8,000 civiles croatas y prisioneros de guerra (muchos después de la caída de Vukovar) pasaron por campos de prisioneros serbios como el campo de Sremska Mitrovica, el campo de Stajićevo, el campo de Niš y muchos otros donde muchos estaban fuertemente abusados y torturados. Un total de 300 personas nunca regresaron de ellos. Un total de 4570 reclusos de campo han iniciado acciones legales contra la antigua República de Serbia y Montenegro (ahora Serbia) por tortura y abuso en los campos.
De acuerdo con la demanda de Croacia contra Yugoslavia (más tarde la República de Serbia) frente a la Corte Internacional de Justicia, 590 ciudades y pueblos resultaron dañados y 35 fueron arrasados por completo, tres parques nacionales, cinco parques naturales y 19 monumentos culturales del parque fueron dañados. mientras que 171,000 unidades de vivienda (aproximadamente el 10 por ciento de toda la capacidad de vivienda del país) fueron destruidas o dañadas en Croacia durante la guerra. Las fracciones en guerra dejaron cerca de tres millones de minas terrestres que bloquearon cerca de 300,000 hectáreas de tierra cultivable.
En su veredicto contra Ante Gotovina, el TPIY por primera vez también concluyó que la guerra en Croacia constituía un conflicto armado internacional ya que los militares de Krajina serbia actuaban como una extensión de los militares de Serbia.

En particular, la Sala de Primera Instancia consideró las pruebas relacionadas con el control y la influencia del presidente serbio Milošević sobre las fuerzas del SVK y la financiación, armamento y suministro de los serbios de Krajina por parte de Serbia / RFY . Con base en la evidencia anterior, la Sala de Primera Instancia encuentra que Serbia / RFY tenía el control general del SVK. Recordando el acuerdo de todas las partes de que Croacia y Serbia participaron más ampliamente en las hostilidades alrededor del comienzo del período de acusación, la Sala de Primera Instancia considera además que el conflicto armado que existió al comienzo del período de acusación fue internacional. Si aún no era un conflicto armado internacional en 1991, entonces se convirtió en uno basado en el SVK actuando en nombre de Serbia/FRY.
TPIY en su veredicto contra Ante Gotovina

### Guerra de Bosnia

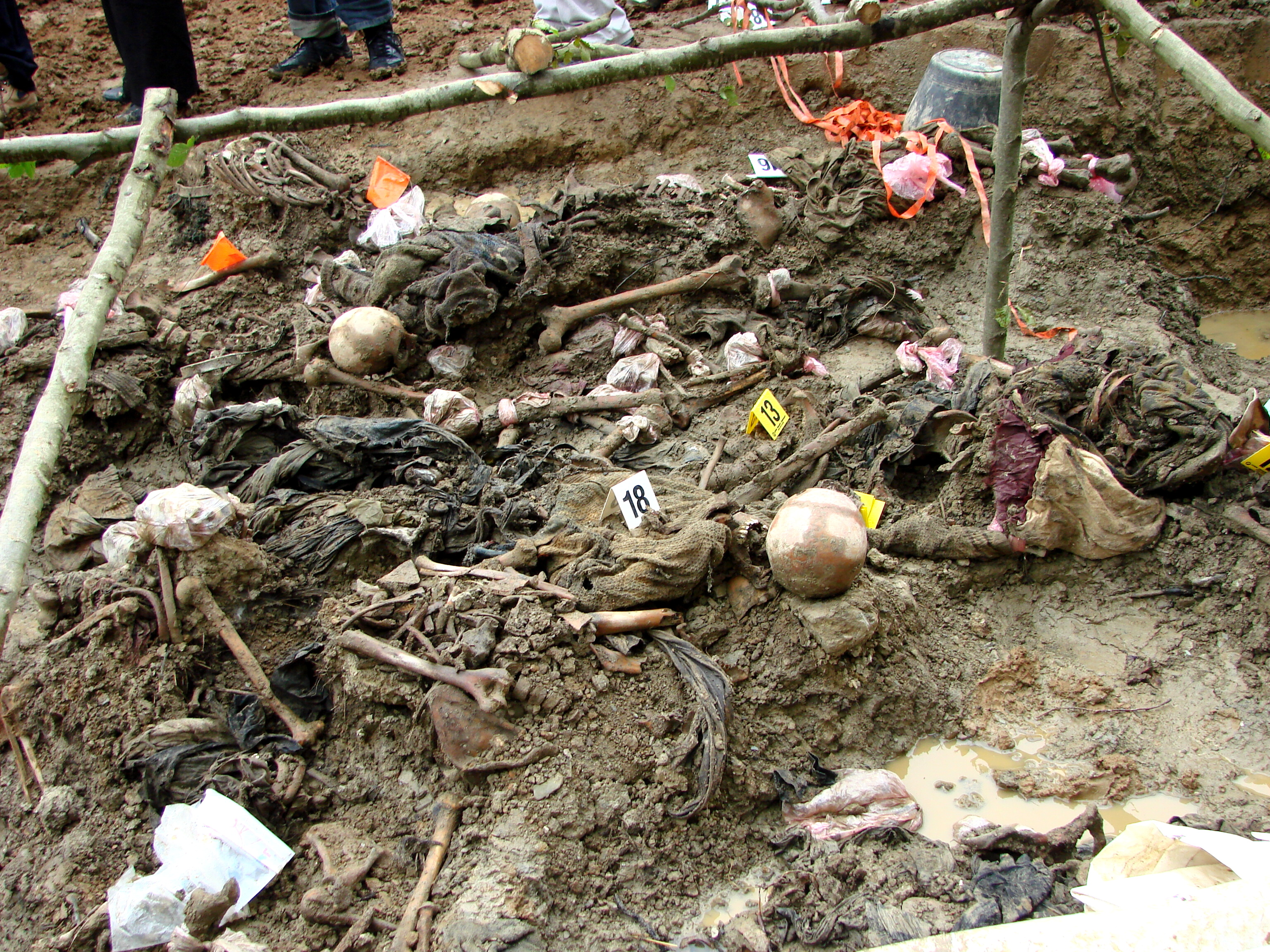
Una fosa común exhumada en Potočari, Bosnia y Herzegovina, donde se desarrollaron eventos clave en la Masacre de Srebrenica.

Las fuerzas paramilitares serbias y el Ejército de la República Srpska cometieron numerosos crímenes de guerra contra la población civil bosnia durante la Guerra de Bosnia:
- Masacre de Ahatovići
- Masacre de Bijeljina
- Masacre de Doboj
- Masacres de Foča
- Masacre de los acantilados de Korićani
- Masacre de Prijedor
- Masacre de Višegrad
- Masacre de Tuzla
- Masacre de Paklenik
- Masacres de Markale
- Masacre de Srebrenica
- 12 de abril de 1993 Bombardeo de Srebrenica
- Masacre de Zvornik
- Asedio de Bihać
- Asedio de Goražde
- Asedio de Sarajevo

Había varios campos de concentración y prisión en Bosnia, dirigidos por serbios:
- Campamento de Omarska
- Campamento de Keraterm
- Campamento de Manjača
- Campamento de Trnopolje
- Campamento Uzamnica
- Vilina Vlas

La Corte Internacional de Justicia confirmó la sentencia ICTY de que la masacre de Srebrenica fue un genocidio:

El Tribunal concluye que los actos cometidos en Srebrenica comprendidos en el Artículo II (a) y (b) de la Convención se cometieron con la intención específica de destruir en parte al grupo de musulmanes de Bosnia y Herzegovina como tal; y, en consecuencia, se trataba de actos de genocidio, cometidos por miembros del VRS en Srebrenica y sus alrededores desde aproximadamente el 13 de julio de 1995.

Liberó a la República de Serbia de su participación directa en el genocidio durante la guerra de Bosnia, pero dictaminó que Belgrado infringió el derecho internacional al no evitar el genocidio de Srebrenica de 1995.

### Guerra de Kosovo
En la primavera de 1999, la policía serbia y el ejército yugoslavo estaban "de manera organizada, con un uso significativo de los recursos estatales", realizaron una amplia campaña de violencia contra los civiles albaneses para expulsarlos de Kosovo y mantener así el control político de Belgrado sobre la provincia.
Según el veredicto legalmente vinculante del Tribunal Penal Internacional para la ex Yugoslavia, el Ejército Federal y la policía serbia después del bombardeo de la OTAN sobre Yugoslavia el 24 de marzo de 1999, atacaron sistemáticamente aldeas con población albanesa, abusaron, robaron y mataron a civiles, ordenándoles que fueran a Albania o Montenegro, quemando sus casas y destruyendo por su propiedad. Dentro de la campaña de violencia, los albaneses fueron expulsados en masa de sus hogares, asesinados, agredidos sexualmente y sus edificios religiosos destruidos. Las fuerzas serbias cometieron numerosos crímenes de guerra durante la implementación de la "empresa criminal conjunta" cuyo objetivo era" mediante el uso de la violencia y el terror, obligar a un número significativo de albaneses de Kosovo a abandonar sus hogares, al otro lado de la frontera, el gobierno estatal para mantener el control sobre Kosovo". La limpieza étnica de la población albanesa es realizado por el siguiente modelo: primero el ejército rodeó un lugar, luego siguió el bombardeo, luego la policía ingresó a la aldea, y a menudo con ellos y el ejército, y luego ocurren crímenes (asesinatos, violaciones, palizas, expulsiones ...).
El juez presidente Iain Bonomy estaba imponiendo una sentencia que decía: "las acciones deliberadas de estas fuerzas durante la campaña provocaron la salida de al menos 700,000 albaneses étnicos de Kosovo en el corto período de finales de marzo a principios de junio de 1999".
La siguiente es una lista incompleta de masacres atribuidas a las fuerzas serbias:
- Masacre de Suva Reka: 48 víctimas civiles albanesas, incluidos 14 niños, dos bebés, una mujer embarazada y una mujer de 100 años.[62]
- Masacre de Račak: 45 aldeanos albaneses.[63]
- Masacre de Podujevo: 19 civiles albaneses.[64]
- Masacre en Velika Kruša: según el Tribunal, las unidades especiales de policía serbias asesinaron a 42 personas.[65][66]
- Masacre de Izbica: aproximadamente 120 civiles albaneses.[67]
- Masacre de Drenica: se encontraron 29 cuerpos.[68]
- Masacre de Gornje Obrinje: se encontraron 18 cuerpos en Kosovo,[69] además de un número no especificado de otras muertes.[70]
- Masacre de Cuska: 41 víctimas conocidas.[71]
- Masacre de Bela Crkva: 62 víctimas conocidas.[72]
- Masacre de Orahovac: entre 50 y más de 200 civiles de etnia albanesa.[73]
- Masacre de la prisión de Dubrava: los guardias de la prisión serbios mataron a más de 70 prisioneros albaneses.[74]
- Masacre de Ćuška cerca de Peć el 14 de mayo de 1999 atribuida a los chacales
- Masacre de Vučitrn cerca de Vucitrn el 2 de mayo de 1999. Entre 97 y 105 albaneses fueron asesinados.

Goran Stoparić, un exmiembro de la Unidad Especial Antiterrorista (SAJ), especulando sobre los motivos detrás de la masacre de Podujevo, declaró:

En mi opinión, el único motivo fue el hecho de que las víctimas eran albanesas, y tal vez debido a alguna inmadurez oculta o enfermedad mental de su parte. Probablemente los habrían matado si hubieran sido bosnios o croatas. Pero es cierto que fueron asesinados porque no eran serbios.

Número de víctimas en la guerra en Kosovo
Según este cálculo, 13,000 personas murieron, incluidos más de 10,000 albaneses, pero el número de muertes sigue en disputa.

## Juicios por crímenes de guerra

### Juicios internacionales
La Corte Internacional de Justicia trató todos los conflictos violentos en la ex Yugoslavia hasta el 7 de septiembre de 1991 como enfrentamientos internos o guerra civil . Pero después de esa fecha, todos los conflictos, especialmente los enfrentamientos armados y las víctimas humanas, son conflictos armados internacionales. La República de Serbia negó oficialmente cualquier participación militar en la Guerra de Bosnia y la Guerra de Croacia por la Independencia. Sin embargo, muchos líderes serbios políticos, militares y paramilitares (incluidos Slobodan Milošević, Vojislav Šešelj, Jovica Stanišić, Franko Simatović, Veljko Kadijević, Blagoje Adžić y Željko Ražnatović) fueron acusados de crímenes de guerra cometidos en Bosnia y Croacia. Según la Fiscalía, esos líderes participaron en una empresa criminal conjunta destinada a establecer la " Gran Serbia " desde la desintegración de Yugoslavia.

El argumento de la fiscalía de que las [...] acusaciones hechas en las tres acusaciones [Croacia, Bosnia y Kosovo] eran parte de un esquema, estrategia o plan común por parte del acusado [Slobodan Milošević] para crear un " Gran Serbia", un estado serbio centralizado que abarca las áreas pobladas por serbios de Croacia y Bosnia y todo Kosovo, y que este plan se lograría eliminando por la fuerza a los no serbios de grandes áreas geográficas a través de la comisión del delito acusado en las acusaciones. Aunque los eventos en Kosovo estuvieron separados de los de Croacia y Bosnia por más de tres años, la fiscalía afirmó que no eran más que una continuación de ese plan, y solo podían entenderse por completo por referencia a lo que había sucedido en Croacia y Bosnia.
Decisión de la Sala de Apelaciones del TPIY; 18 de abril de 2002.

La complicidad en una empresa criminal conjunta también incluyó "fuerzas serbias", que incluyen el Ejército Popular Yugoslavo (JNA), más tarde el Ejército Yugoslavo (VJ), la recién formada Defensa Territorial Serbia de Bosnia y Herzegovina y Croacia, el Ejército de la República de Serbia Krajina , el Ejército de la República Srpska , la defensa territorial de Serbia y Montenegro, la policía de Serbia y la policía de la República Srpska , incluida la seguridad nacional, las fuerzas especiales de policía de la región de Krajina conocidas como "Martićevci", así como todas las fuerzas paramilitares serbias y voluntarios unidades.
Slobodan Milošević, junto con Milan Milutinović, Nikola Šainović, Dragoljub Ojdanić y Vlajko Stojiljković fueron acusados por el Tribunal Penal Internacional para la ex Yugoslavia (TPIY) de crímenes contra la humanidad, incluidos asesinatos, traslados forzosos, deportaciones y "persecución por motivos políticos, raciales o religiosos. motivos "durante la guerra de Kosovo. En octubre de 2003 se formularon nuevas acusaciones contra el exjefe de gabinete de las fuerzas armadas Nebojša Pavković, el excomandante del cuerpo del ejército Vladimir Lazarević, el exoficial de policía Vlastimir Đorđević y el actual jefe de seguridad pública de Serbia, Sreten Lukić. Todos fueron acusados de crímenes de lesa humanidad y violaciones de las leyes o costumbres de la guerra. La fiscalía del tribunal acusó a Milosevic de "las violaciones más graves de los derechos humanos en Europa desde la Segunda Guerra Mundial". Milošević murió en detención antes de que pudiera ser sentenciado.
El Tribunal pronunció el siguiente veredicto por crímenes de guerra en Kosovo:
- Milan Milutinović, expresidente de la República de Serbia y ministro de Asuntos Exteriores yugoslavo, absuelto.
- Nikola Šainović, vice primer ministro yugoslavo, culpable de todos los cargos, condenado a 22 años de prisión.
- Dragoljub Ojdanić, Jefe de Estado Mayor del VJ, culpable de dos cargos, sentenciado a 15 años de prisión.
- Nebojša Pavković, comandante del Tercer Ejército, culpable de todos los cargos, condenado a 22 años de prisión.
- Vladimir Lazarević, comandante del Pristina Corps VJ, culpable de dos cargos, sentenciado a 15 años de prisión.
- Sreten Lukić, Jefe de Estado Mayor de la policía serbia, culpable de todos los cargos, condenado a 22 años de prisión.

Šainović, Pavković y Lukić fueron condenados como miembros de la empresa criminal conjunta, mientras que otros son condenados por ayudar e instigar crímenes.

### Juicios nacionales
El liderazgo democrático de Serbia reconoció la necesidad de investigar los crímenes de guerra serbios después de la caída de Milošević, y se fundó un tribunal especial de crímenes de guerra en Belgrado en 2003, después de que el Parlamento de Serbia aprobara la Ley de Organización y Competencia de los Organismos del Estado en los procedimientos. Contra los perpetradores de crímenes de guerra.
Desde entonces, el fiscal especial ha procesado y el tribunal ha condenado a varias personas por casos de crímenes de guerra, también cometidos bajo el mando del Ministerio del Interior de Serbia y otras agencias estatales.

## Desarrollos de posguerra

### Negaciones de crímenes de guerra
En Serbia, muchas personas niegan los crímenes de guerra imputados a Serbia o al pueblo serbio. La política de negación de crímenes de guerra se implementa a través del sistema educativo serbio que enseña a los escolares sobre los crímenes cometidos contra los serbios, pero no sobre los crímenes cometidos por los serbios. Algunas figuras públicas que son conocidas por hablar abiertamente sobre crímenes cometidos por serbios son etiquetados como "traidores".

#### Guerra de Bosnia
A pesar del hallazgo del TPIY, confirmado por la CIJ, existe una variedad de puntos de vista alternativos de la masacre de Srebrenica, la mayoría de los cuales argumentan que murieron menos de 8,000. La negación de la figura señala que se enumeraron menos nombres, que algunos ni siquiera fueron asesinados en esa área y habían muerto en años anteriores, en algunos casos las personas resultaron estar vivas, etc.

La negación del genocidio de Srebrenica toma muchas formas. Los métodos van desde lo brutal hasta lo engañoso. La negación está más presente en el discurso político, en los medios de comunicación, en la esfera del derecho y en el sistema educativo.

Según Human Rights Watch, el Partido Radical Serbio ultranacionalista "lanzó una campaña agresiva para demostrar que los musulmanes habían cometido crímenes contra miles de serbios en el área", que "tenía la intención de disminuir la importancia del crimen de julio de 1995". La Oficina del Fiscal del TPIY observó que el número de muertes de serbios en la región alegada por las autoridades serbias había aumentado de 1400 a 3500, una cifra que el Fiscal declaró "[no] refleja la realidad". Los datos personales solo estaban disponibles para 624 víctimas. También se cuestiona la validez de etiquetar a algunas de las víctimas como "víctimas" [71]- los estudios han encontrado una mayoría significativa de víctimas militares en comparación con víctimas civiles.

### Guerra de Kosovo
La policía serbia negó haber perpetrado las masacres de Drenica en febrero-marzo de 1998 y afirmó que solo estaban persiguiendo a "terroristas" que habían atacado a la policía. Un portavoz de la policía negó las "mentiras e inventos" sobre ataques indiscriminados y fuerza excesiva y dijo que "la policía nunca ha recurrido a tales métodos y nunca lo hará". El gobierno de Belgrado también negó la responsabilidad de la masacre de Vučitrn y Gornje Obrinje el 26 de septiembre de 1998. El presidente Slobodan Milošević ha negado una política de limpieza étnica durante el bombardeo de la OTAN sobre Yugoslavia en 1999, pero la Corte determinó que el estado serbio llevó a cabo una campaña sistemática de terror y violencia contra los albaneses de Kosovo para expulsarlos de Kosovo.

### Situación doméstica
Muchos croatas de Serbia sufrieron persecución durante las guerras yugoslavas, que se intensificaron con las expulsiones de 1992 en Hrtkovci, por las cuales el TPIY acusó a Vojislav Šešelj. En 2016 el Tribunal Penal Internacional para la ex-Yugoslavia declara no culpable a Šešelj de los nueve cargos que tenía en su contra, por falta de pruebas a las acusaciones de expulsión o persecución de croatas en Hrtkovci. El acusado tampoco tuvo responsabilidad penal en la expansión de la violencia en Serbia.
La gran cantidad de bajas sufridas en la Batalla de Vukovar causó un serio descontento popular en Serbia y Montenegro, donde decenas de miles de los que recibieron borradores se escondieron o abandonaron el país. Estalló un motín en algunas unidades de reserva y se realizaron manifestaciones masivas contra la guerra en las ciudades serbias de Valjevo, Čačak y Kragujevac. En un incidente famoso, un conductor de tanque llamado Vladimir Živković condujo su tanque desde la línea del frente en Vukovar hasta el parlamento federal en Belgrado Muchos serbios no se identificaron con la causa serbia croata y no estaban dispuestos a ver sus vidas, o las de sus hijos, sacrificadas en Vukovar.
Tras el final de las guerras yugoslavas, el tribunal de crímenes de guerra serbio provocó controversia en al menos cuatro ocasiones después de emitir acusaciones y órdenes de arresto contra no serbios que luego se descubrió que eran completamente infundadas. Algunos consideran que estas acusaciones contra ciudadanos extranjeros de Serbia son clave para corregir el equilibrio "agresor-víctima" en las guerras.
- Hasan Morina, un albanés de Kosovo, acusado por la fiscalía de crímenes de guerra contra los serbios, fue absuelto de todos los cargos por un tribunal y liberado de la detención.[97]
- Ejup Ganić: miembro bosnio de la Presidencia de Bosnia y Herzegovina durante la Guerra de Bosnia. El 1 de marzo de 2010, Ganić fue arrestado en el aeropuerto de Heathrow en Londres después de que las autoridades judiciales serbias emitieran una orden de extradición contra él por presuntos crímenes de guerra contra los serbios. El juez Timothy Workman , sin embargo, decidió que Ganić debía ser puesto en libertad de inmediato porque la solicitud de Serbia carecía de "cualquier evidencia seria". En su decisión, también dijo que la solicitud de Serbia "[estaba] siendo utilizada con fines políticos, y como tal representa un abuso del proceso de este tribunal".[98]
- Tihomir Purda: un exsoldado croata que defendió a Vukovar durante la batalla de Vukovar, el asedio de 87 días de la ciudad en 1991. En febrero de 2011, fue detenido en la frontera con Bosnia porque Serbia emitió una orden de extradición contra él por presuntos crímenes de guerra contra Soldados serbios en Vukovar. La acusación de Serbia se basó en el momento en que Purda estaba en los campos de Begejci y Sremska Mitrovica, y se vio obligado a firmar una declaración admitiendo los crímenes. Purda negó haber actuado mal y les dijo a los jueces en Bosnia que su confesión en Serbia fue obtenida bajo tortura.[99] Después de que el fiscal adjunto de crímenes de guerra, Bruno Vekarić, entrevistó a 44 testigos tanto en Serbia como en Croacia, la investigación no encontró un solo testigo que cargara a Purda. La acusación en su contra fue retirada en marzo.[100]
- Jovan Divjak: un general bosnio de ascendencia serbia étnica; el 3 de marzo de 2011, fue detenido en Viena porque Serbia emitió una orden de extradición contra él por presuntos crímenes de guerra contra los serbios en el incidente de la columna del Ejército Popular Yugoslavo de 1992 en Sarajevo.[101][102] Después de una revisión de pruebas de casi cuatro meses, las autoridades austriacas rechazaron la solicitud de extradición de Serbia debido a la falta de pruebas. Él también fue liberado y regresó a Sarajevo el 29 de julio de 2011.[103]

### Controversia sobre el trastorno de estrés postraumático
Un estudio realizado en el área metropolitana de Toronto, que involucró a la Universidad de Toronto, sobre el trastorno de estrés postraumático, encontró síntomas de TEPT en el 26.3% de los niños serbios debido al estrés relacionado con la guerra o durante el conflicto de Kosovo.

## Serbios desplazados después de las guerras
Al concluir las guerras en Bosnia y Croacia, numerosos serbios se mudaron a Serbia y Montenegro. En 1996, Serbia y Montenegro acogieron a unos 300,000 refugiados registrados de Croacia y 250,000 de Bosnia y Herzegovina, mientras que otras 15,000 personas de Macedonia y Eslovenia también se registraron como refugiados. El ACNUR registró a 566,000 refugiados de Croacia y Bosnia en Serbia y Montenegro. Durante la primera mitad de 1996, más de 40,000 serbios de Bosnia llegaron a la República Federativa de Yugoslavia. Alrededor de las tres cuartas partes habían abandonado los suburbios de Sarajevo que quedarían bajo el control de la Federación de Bosnia. Después de la guerra de Kosovo, 200,000 a 245,000 serbios, romaníes, ashkali y egipcios huyeron a Serbia propiamente dicha o dentro de Kosovo, por temor a la venganza, y debido a la violencia severa y los ataques terroristas contra la mayoría de los civiles serbios después de la guerra que asciende a unos 700,000 desplazados o refugiados en ese país. Una de cada once personas era refugiada o desplazada en Serbia en 1999. Esto hizo que ese país acogiera a una de las mayores poblaciones de desplazados en Europa.

## Grupos militares denunciados por haber cometido crímenes de guerra
- Guardia serbia (paramilitar)
- Águilas Blancas, también conocido como Šešeljevci, para la limpieza étnica en Bosnia, Croacia, Vojvodina y Kosovo.[22]
- Guardia Voluntaria Serbia, también conocida como Tigres de Arkan, por la limpieza étnica en Bosnia y Croacia.[22]
- Escorpiones (paramilitares)
- Avispas amarillas
- Vukovi s Vučjaka
- Unidad Especial Antiterrorista (SAJ), que realizó el ataque a Prekaz.